# تاصبوح (المسيمير)

تعديل مصدري - تعديل

تاصبوح هي إحدى قرى عزلة المسيمير بمديرية المسيمير التابعة لمحافظة لحج، بلغ تعداد سكانها 81 نسمة حسب تعداد اليمن لعام 2004.